# Lisbon, New Hampshire
Lisbon är en kommun (town) i Grafton County i New Hampshire med 1 595 invånare (2010). 